# Lee Dorman
Douglas Lee Dorman (St. Louis, 15 de setembro de 1942 – Condado de Orange, 21 de dezembro de 2012) foi um baixista norte-americano. Dorman integrou as bandas Iron Butterfly e Captain Beyond. 

## Discografia

### Iron Butterfly
- 1968 - Heavy
- 1968 - In-A-Gadda-Da-Vida
- 1968 - Soundtrack to the Savage 7
- 1969 - Ball
- 1970 - Live
- 1970 - Metamorphosis
- 1971 - Evolution: The Best of Iron Butterfly
- 1973 - Star Collection
- 1975 - Scorching Beauty
- 1976 - Sun and Steel
- 1988 - Rare Flight
- 1993 - Light & Heavy: The Best of Iron Butterfly
- 1995 - In-A-Gadda-Da-Vida Deluxe Edition

### Captain Beyond
- 1972 - Captain Beyond
- 1973 - Far Beyond A Distant Sun - Live Arlington, Texas (relançado em 2002)
- 1973 - Sufficiently Breathless
- 1977 - Dawn Explosion